# Словацька Радянська Республіка
Словацька Радянська Республіка (словац. Slovenská republika rád, угор. Szlovák Tanácsköztársaság) — короткотривалий комуністичний режим, який існував на території південної та східної Словаччині у період з 16 червня до 7 липня 1919 року, зі столицею у Пряшеві та Кошицях. Так звана республіка була повністю підконтрольна Угорській радянській республіці.

## Історія

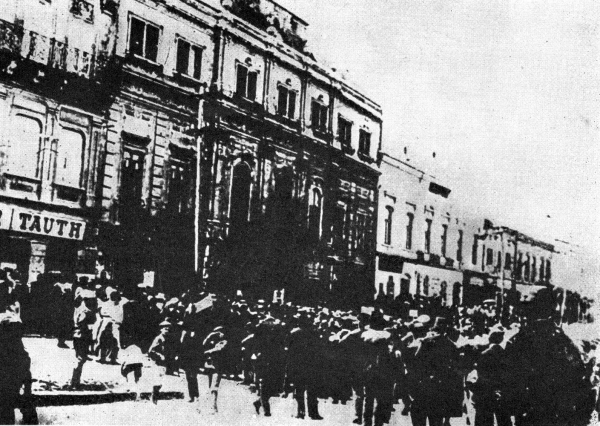
Проголошення створення Словацької радянської республіки

Зі схвалення Комінтерну Червона армія Угорської радянської республіки захопила частину території Словаччини, в основному місця де мешкали мадяри. На окупованій мадярськими комуністами території Словаччини створювалися органи радянської влади. 

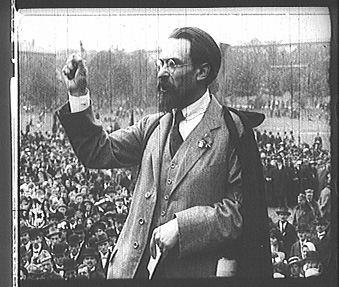
Антонін Яноушек під час виступу на мітингу

16 червня 1919 року на так званих «Народних зборах» у Пряшеві проголосили створення Словацької радянської республіки. Тоді ж був створений Революційний виконавський комітет, верховний орган Словацької радянської республіки, який 20 червня затвердив склад Словацької революційної урядової ради в Кошицях на чолі з комуністом Яноушеком. 
Одним з перших рішень словацьких комуністів було приєднання Словацької РР до Угорської радянської республіки. Комуністи почали здійснювати націоналізацію великої промисловості, торгівлі, банків, транспорту, поміщицьких та церковних володінь розміром більше 50 га. Націоналізовані земля не розподіляли між селянами, а створювали на них державні та колективні господарства.
Антанта в ультимативній формі вимагала від угорських комуністів відвести свої війська з території Першої Чехословацької Республіки за демаркаційну лінію, котра була встановлена згідно Версальської угоди та Сен-Жерменської угод.
У червні-липні 1919 року інтернована Гірська бригада УГА брала участь у ліквідації Словацької Радянської Республіки.
7 липня 1919 року, на вимогу французького прем'єр-міністра Жоржа Клемансо угорська Червона армія залишили територію Словаччини, яка була зайнята чехословацькими військами. Словацька радянська республіка припинила своє існування, не протримавшись й трьох повних тижнів.